# Gran Santiago (álbum)
Gran Santiago es el título del primer álbum editado por la banda chilena Teleradio Donoso. Se compone de 12 canciones, fue producido por la misma banda, y fue editado por la empresa discográfica chilena Sello Azul.
El disco fue grabado durante 2006, y recién fue lanzado al mercado en abril de 2007.

## Lista de canciones
Todas las canciones escritas y compuestas por Alex Anwandter, salvo donde se indique.. 
| N.º   | Título                                                            | Duración |  |
| 1.    | «Franz»                                                           | 2:55     |  |
| 2.    | «Pitica»                                                          | 3:29     |  |
| 3.    | «La carta (que quería que me escribieras)»                        | 3:34     |  |
| 4.    | «Eras mi persona favorita»                                        | 3:48     |  |
| 5.    | «En un momento»                                                   | 3:30     |  |
| 6.    | «La literatura»                                                   | 2:44     |  |
| 7.    | «Lupanar»                                                         | 3:32     |  |
| 8.    | «Máquinas»                                                        | 3:38     |  |
| 9.    | «Un día fui a pasear y no volví» (Alex Anwandter/Martín del Real) | 3:25     |  |
| 10.   | «Un día te vas»                                                   | 3:43     |  |
| 11.   | «Tarde en la noche»                                               | 5:15     |  |
| 12.   | «Gran Santiago»                                                   | 5:46     |  |
| 45:32 |                                                                   |          |  |